# Orinocodolfijn
De Orinocodolfijn of boto (Inia geoffrensis) is een rivierdolfijn die enkel leeft in de Zuid-Amerikaanse rivieren de Amazone (en enkele grote zijrivieren) en de bovenloop van de Orinoco.

## Beschrijving
De Orinocodolfijn is een van de vier walvisachtigen die in de Amazone voorkomt. Een verwante soort, Inia boliviensis, leeft in het Boliviaanse deel van de Amazone. Deze soort wordt vaak als een ondersoort van de Orinocodolfijn gezien. De meer aan gewone dolfijnen verwante sotalia's, de tucuxi (Sotalia fluviatilis) en Sotalia guianensis, komen eveneens in de Amazone voor, Sotalia guianensis echter enkel in de monding van de rivier.
De Orinocodolfijn verschilt van de sotalia's door zijn primitieve uiterlijk en bouw. Het belangrijkste verschil met die andere dolfijnen is dat de halswervels niet met elkaar vergroeid zijn en dat er daardoor nog een duidelijke hals waarneembaar is. Het dier kan hierdoor zijn nek in een hoek van 90° draaien. De huid van de rivierdolfijnen voelt niet zo stug aan als van de hoger ontwikkelde dolfijnen, maar voelt zacht aan. Ze bezitten ook niet de torpedovorm van de "echte" dolfijnen. Boven- en onderkaak zijn uitgerust met 25 tot 35 paar tanden, waarvan de voorste paren puntig zijn en geschikt om prooien te grijpen. De achterste zijn platter en knobbeliger. Hiermee worden harde schilden gekraakt.
De Orinocodolfijn is ruim twee meter lang en weegt tot 200 kg. Vrouwtjes zijn groter dan mannetjes en zijn overwegend grijs, terwijl sommige mannetjes een roze kleur kunnen vertonen. Hij heeft kleine, slecht ontwikkelde ogen en opvallende ooropeningen (een primitief kenmerk). De Orinocodolfijn heeft geen rugvin, maar een soort bobbel. Daardoor kan deze dolfijn op de kop zwemmen om zijn prooi te vangen. De bobbel schuurt dan af en toe over de grond zodat de dolfijn ondersteboven net boven de rivierbodem kan zwemmen.

## Verwantschappen en verspreiding
De Orinocodolfijn komt voor in de bekkens van de Orinoco in Colombia en Venezuela en het Amazonebekken in Peru, Ecuador, Colombia en Brazilië. De Orinocodolfijnen in het Boliviaanse deel van het Amazonebekken wordt tegenwoordig gerekend tot een aparte soort, Inia boliviensis, alhoewel hij in het verleden vaak werd beschouwd als een ondersoort van de Orinocodolfijn (I. g. boliviensis). De twee soorten worden waarschijnlijk van elkaar gescheiden door watervallen in de Madeira, tussen de Braziliaanse gemeenten Porto Velho en Guajará-Mirim.
De populatie in het Orinocobekken wordt eveneens soms tot een aparte ondersoort gerekend, I. g. humboldtiana, maar dit wordt niet ondersteund door genetisch onderzoek. Wel zijn de dieren uit de Orinoco kleiner dan die uit de Amazone, hebben ze een duidelijkere meloen en zijn ze meer gestroomlijnd. Dit zijn waarschijnlijk aanpassingen aan het leven in de Orinoco, die in de droge tijd ondieper is dan de Amazone, waardoor dolfijnen uit de Orinoco in de droge tijd in ondieper water moeten zoeken naar voedsel en grotere afstanden moeten afleggen om voedsel te vinden.

## Leefwijze
De Orinocodolfijn is een viseter maar eet ook krabben en schildpadden. Hij leeft voornamelijk in troebel water, waardoor hij lastig te vinden is. Om de paar minuten komt de dolfijn boven water om lucht te happen. Om zijn weg te vinden maakt hij gebruik van hoog geluid, dat weerkaatst wordt door de rivierbodem (echolocatie). Deze geluiden vangt hij dan weer op en zo weet hij zijn weg te bepalen. Voor het vangen van voedsel worden de kleine ogen niet gebruikt, daarvoor is het rivierwater vaak te troebel. Sommige Orinocodolfijnen zijn zelfs blind.
Deze dolfijn leeft meestal solitair of als paar, maar soms ook in een groep tot 20 individuen.

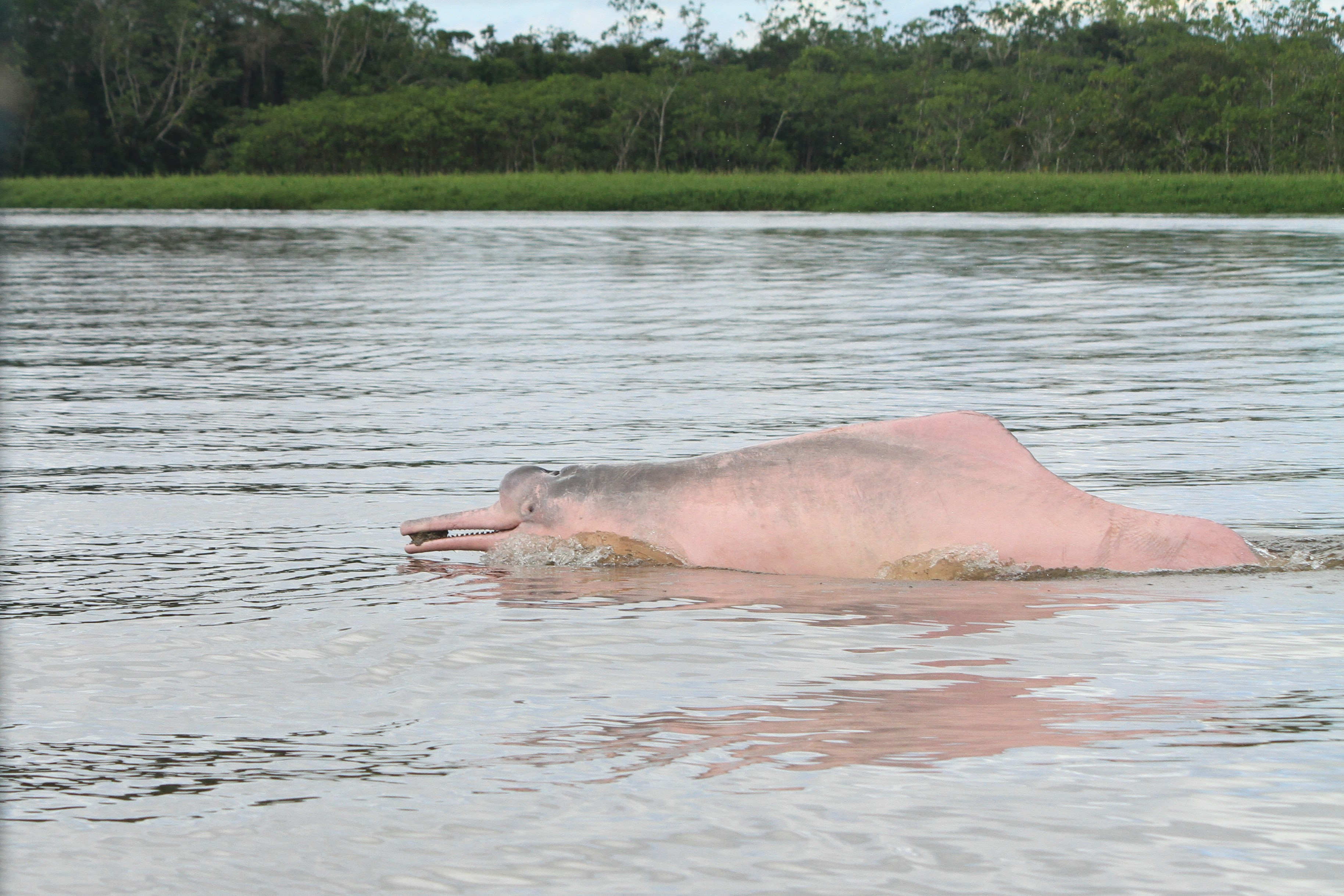
Mannetje brengt wat klei om een vrouwtje aan te trekken.
In het beschermde gebied Reserva de Desenvolvimento Sustentável Mamirauá in Tefé.

## Voortplanting
Mannetjes gebruiken voorwerpen die ze in de bek nemen om indruk te maken op vrouwtjes. De Orinocodolfijn brengt altijd één jong ter wereld met een lengte van 80 cm, dat lange tijd wordt beschermd. De navelstreng is zeer lang, zodat hij niet breekt voordat het jong boven water lucht kan happen. De nageboorte wordt niet opgegeten. De jongen zijn in verhouding met de moeder groot en kunnen al goed zwemmen. Terwijl het jong gezoogd wordt is het moederdier vaak alweer dragend.

## Eigenschappen
De intelligentie van de Orinocodolfijn is pas vanaf 1980 echt goed bestudeerd. Men heeft vastgesteld dat hij niet in staat is om kunstjes te leren zoals de tuimelaar (Tursiops truncatus) en dat hij weliswaar sociaal en emotioneel ontwikkeld is, maar duidelijk niet zo goed als de andere dolfijnen. Toch wordt ook hij als een zeer intelligent dier beschouwd.

## Relatie met de mens
Over de Orinocodolfijn bestaan talloze Indiaanse legendes. De Indianen vertellen bijvoorbeeld dat het dier mooi zingt en zich in een beeldschone vrouw kan veranderen die 's nachts de vissers probeert te verleiden en hen dan meevoert naar de bodem van de rivier.
De Orinocodolfijn heeft geen natuurlijke vijanden buiten de mens. Hij werd tot 2008 beschouwd als een kwetsbare diersoort. Sinds 2008 is de status onzeker. Dit komt doordat onderzoekers niet zeker weten of het goed of slecht gaat met de soort. Het aantal dieren werd toen geschat op minstens 100.000. Wel is bekend dat vlees van de Orinocodolfijn door vissers gebruikt wordt als aas. Vissers doden de dieren soms omdat ze de netten kapot maken en concurrenten zijn die vis wegvangen. De dolfijn kan daarnaast in visnetten terechtkomen en sterven.

## In gevangenschap

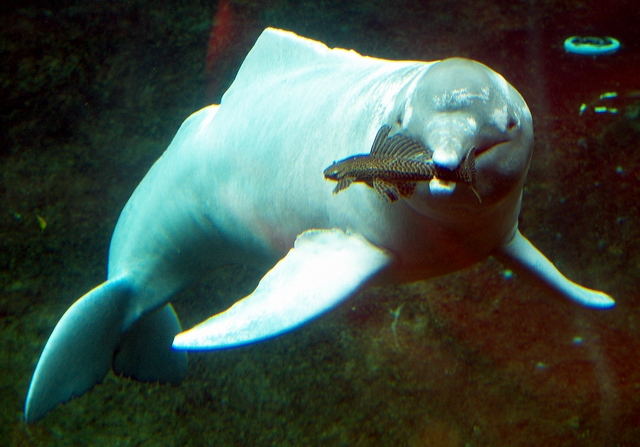
Orinocodolfijn in Zoo Duisburg
(2006)

De Zoo Duisburg in Duitsland, vlak bij de Nederlandse grens, was de enige dierentuin ter wereld buiten Venezuela waar deze diersoort in gevangenschap werd gehouden tot het laatste dier op 21 december 2020 overleed.